# Pachymelus oculariellus
Pachymelus oculariellus är en biart som beskrevs av Brooks och Gregory B. Pauly 2001. Pachymelus oculariellus ingår i släktet Pachymelus och familjen långtungebin. Inga underarter finns listade i Catalogue of Life.